# Listă de personalități din orașul Bacău

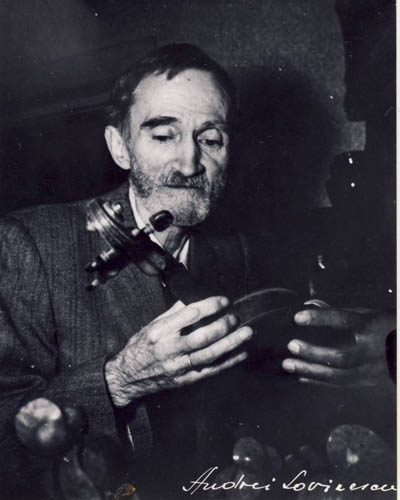
George Bacovia

Aceasta este o listă cronologică de persoane notabile născute în orașul Bacău. Pentru a căuta o persoană în această listă folosiți simultan tastele Ctrl și f sau Ctrl și g.

### Artiști
| - Nicolae Gropeanu (Gropper) (1863 - 1936), pictor evreu de renume european; la Paris semna Gropeano Orval Nicolas - Nicolae Vermont (Nicolae Grünberg) (1866 - 1932), pictor evreu de renume european - George Bacovia (1881 – 1957), poet, patronul spiritual al Bacăului; - Sarina Cassvan (1894 - 1978), romancieră de origine evreiască - Dimitrie Știubei (1901–1986), pictor, comandor - Dimitrie Berea (1908 - 1975) pictor de renume mondial; - Marius Mircu(1909–2007), jurnalist, scriitor, istoric evreu, frate cu matematicianul Solomon Marcus și scriitorul Marcel Marcian - Ioan Alexandrescu (1912 - 1997), compozitor, profesor și dirijor de cor; - Marcel Marcian (1914–2007);prozator și eseist; evreu, fratele matematicianului Solomon Marcus și a scriitorului Marius Mircu - Ion Frunzetti (1918 –1985) critic și istoric de artă, scriitor și traducător, membru al Academiei Române; Galeria de Artă Ion Frunzetti din Bacău îi celebrează numele. - Sile Dinicu (1919-1993), muzician, compozitor, dirijor. - Iulius Iancu (1920 - 2013), poet evreu, a scris memorii sub titlul "Noi, copiii străzii Lecca" (strada Lecca - care la un moment dat era un fel de ghetou evreiesc - este actuala Stradă Alexandru cel Bun) - Ion Drăgoi (1928 - 1988), instrumentist - Radu Cosașu (Oscar Rohrlich) (1930 - 2023), scriitor, jurnalist evreu; - Felicia Donceanu (n. 1931), compozitoare, pictoriță, sculptoriță - Vasile Sporici (1931-2004), scriitor, critic literar - Alexandru Virgil Platon (1933 - 2020), actor; - Ovidiu Genaru (n. 1934) - scriitor; | * George Bălăiță (1935) - scriitor, autor al cunoscutului roman Lumea în două zile; - Paul Grigoriu (n. 1945), jurnalist, scriitor, faimos prin emisiunile de la Radio România; - Emil Nicolae (n.1947), poet, eseist, jurnalist - Rozina Cambos (1951 - 2012), actriță, emigrată în Israel; - Valentin Țigău (n. 1952), jurnalist - Mariana Zavate Gardner (n.1952), scriitoare, traducătoare - Silvia Marcovici (n.1952), violonistă de renume internațional, de origine din comunitatea evreiască băcăuană - Diana Lupescu (n.1954), actriță; - Ionela Lăzureanu (1958), pictoriță - Eliseda Dumitru (n.1960) - mezzosoprană română stabilită în Elveția. - Gelu Măgureanu (1967 - 2009), scriitor, jurnalist - Andrei Pricope⁠(en)[traduceți] (n. 1969), violoncelist - Daniela Jurescu (n. 1970), artist plastic de renume - Petru Mărgineanu (n. 1971) compozitor de muzică de film, fiul regizorului Nicolae Mărgineanu și fratele regizoarei Ana Mărgineanu. Bunicul său este Nicolae Mărgineanu (1905-1980), psiholog de renume, închis de comuniști „fiindcă și-a folosit talentul persuasiv pe lângă americani pentru ca Transilvania să revină României”. - Dan Claudiu Vornicelu (1973–2010), violonist - Bogdan_Lascăr⁠(en)[traduceți] (n. 1974), artist plastic, cineast - Maximilian (Claudiu Iulian Husaru) (n. 1980), cântăreț de muzică hip hop și rap - Speak (Ștefan Sprianu) (n. 1986), cântăreț de muzică pop. - Narcis Iustin Ianău (n. 1995), contratenor - Anamaria Vartolomei (n.1999), actriță franco-română - Corneliu Buzinschi (n. 1937), scriitor român - Sorin Zlat (n. 1985), muzician jazz. |

### Oameni de știință
| * Constantin Climescu (1844 - 1926), matematician, politician, academician, fratele său a fost bunicul matematicianului Alexandru Climescu. - Victor Anestin (1875 - 1918), astronom, scriitor; Observatorul Astronomic din Bacău îi poartă numele; - Aaron Aaronsohn (1876 - 1919), agronom, botanist, politician evreu; - Pompei Gheorghe Samarian (1879 - 1942), medic, om de știință - Achille Naftalis (1909, Bacău, România - 29 ianuarie 1984, Petah Tikva, Israel) este un medic francez și un lider al comunității evreiești din Franța. - Alexandru Climescu (1910-1990), matematician; fratele bunicului său a fost matematicianul Constantin Climescu | - Alexandru Șafran (1910-2006), cărturar, filosof, istoric și literat evreu, Șef Rabin al României, Șef Rabin al Genevei-Elveția; vezi și - Rodica Ileana Alexandru (n. 1918) arhitectă - Solomon Marcus(1925–2016), matematician de talie europeană evreu, academician, frate cu scriitorii Marius Mircu și Marcel Marcian - Corneliu Dima-Drăgan (1936-1986) istoric literar și bibliolog. - Ghircoiaș (Danil) Mioara (n. 1943) - arhitectă - Octavian Opriș (n. 1946) - filozof, deputat și senator român - Ioanid Roșu (n. 1950), om de știință american - Julius_Borcea⁠(en)[traduceți] (1968 - 2009), matematician din Suedia |

### Demnitari, politicieni
| - George (Gheorghe) Lecca (1831-1885), politician, ministru de finanțe, prefect de Bacău (în această funcție a luat măsuri contra evreilor, ceea ce a determinat un scandal politic internațional, comunitatea evreiască băcăuană făcând apel la bancherul israelit Rothschild). Fratele său, generalul Dimitrie Lecca, a fost deputat de Bacău. - Costache Radu (1844 -1908) - avocat, om politic, dramaturg, primar al Bacăului în două rânduri, scriitor. A scris Bacăul între 1850-1900. - Constantin Climescu (1844 - 1926), matematician, primar al Iașului - Alexandru Bassarab (1907 – 1941), pictor, gravor, politician fascist antisemit; - Elena Cancicov (1872-1917), eroină, profesoară și soră de caritate decedată în Primul Război Mondial - Vasile Cancicov (1873 - 1931), scriitor și politician, fratele mai mare al lui Mircea Cancicov - Calypso Botez (1880 - ?) - activistă pentru drepturile femeii, cofondatoare a Asociației Femeilor Române pentru Emancipare Civică și Politică - Mircea Cancicov (1884 - 1959) - politician, academician, economist, ministru; parcul central din Bacău se numește Parcul Mircea Cancicov. Este fratele scriitorului și politicianului Vasile Cancicov și soțul scriitoarei Georgeta Cancicov. - Criste Cristoveanu (1884–1938), armean, comerciant, avocat, senator, deputat, prefect. | - Paul Teodorescu (1888 - 1981), general erou, persecutat de comuniști, coleg și prieten cu Charles de Gaulle, președintele Franței - Lucrețiu Pătrășcanu (1900–1954) - avocat, om politic, Ministru al Justiției în primul guvern comunist, asasinat în închisoare la ordinul lui Gheorghe Gheorghiu-Dej - Miriam Eșkol (n. 1929?) - activistă socială în Israel, soția lui Levi Eșkol, fost prim ministru al Israelului - Dumitru Mazilu (n. 1934), om politic și dizident român, având un rol cheie în evenimentele din decembrie 1989. - Viorel Cataramă (n.1955) - om de afaceri, a instituit premiul Viorel Cataramă pentru elevi și profesori - Dumitru Sechelariu (1958 - Viena, 2013), primar al municipiului Bacău în două mandate. - George Sabin Cutaș (n.1968), senator, europarlamentar - Gabriela Vrânceanu Firea (n. 1972) - ziaristă, senatoare, fost Primar General al Bucureștiului |

### Sportivi
| * Sorin Avram (1943 - 2015), fotbalist. - Valeria Bufanu-Ștefănescu (n. 1946), atletă - Gheorghe Chivorchian (n. 1955) - fost secretar general al Federației Române de Fotbal - Neculai Vasilcă (n. 1955) - handbalist - Gheorghe Poenaru (n. 1956) - antrenor de fotbal al FCM Bacău - Gabriela Trușcă (Robu) (n. 1957) - gimnastă - Elena_Grölz (n. Leonte) (n. 1960) - handbalistă din Germania - Dorian_Marin⁠(en)[traduceți] (n. 1960) - antrenor de fotbal - Costel Câmpeanu (n. 1965), fotbalist, antrenor - Vasile Măstăcan (n. 1968) - canotor - Angela Tamaș-Alupei (n. 1972) - canotoare - Cristina Bontaș(n. 1973) - gimnastă - Gabriela Potorac (n. 1973) - gimnastă - Ștefan Apostol (n. 1974) - fotbalist la FCM Bacău - Radu Eduard Ciobanu (n. 1975) - fotbalist - Cristian Ciocoiu (n. 1975) - fotbalist - Mihaela Melinte (n. 1975) - atletă - Narcisa-Georgeta Lecușanu (n.1976) - handbalistă - Marius Doboș (n. 1980) - fotbalist - Eusebiu_Diaconu⁠(en)[traduceți] (n. 1981) - lupte greco-romane - Simona_Păduraru⁠(en)[traduceți] (n. 1981) - înotătoare - Vlad Munteanu (n. 1981) - fotbalist. - Bogdan_Miron⁠(en)[traduceți] (n.1982) - fotbalist (portar) - Iulia Curea (Pușcașu) (n.1982) - handbalistă în echipa națională a României - Raluca Ivan (n. 1983), handbalistă. | * Andrei Cristea (n. 1984) - fotbalist - Ionuț_Matei⁠(en)[traduceți] (n. 1984) - fotbalist - Daniela Crap (n. 1984), handbalistă; - Agnès_Matoko⁠(en)[traduceți] (n. 1985) - model, nepoata faimosului generalului congolez Bouissa Matoko - Cosmin Frăsinescu (n. 1985) - fotbal profesionist - Cătălin Cîmpeanu (n. 1985) - atlet - Marian Tănasă (n. 1985) - fotbalist - Ronald Gavril (n.1986) - boxer - Costel Fane Pantilimon(n.1987) - fotbalist - Ștefan Adrian Mardare (1987) - fotbalist - Sebastian Ghinga (1987) - fotbalist - Răzvan Neagu (n. 1987) - fotbalist - Monica Roșu (n. 1987) - gimnastă - Monica Gabor (n. 1988) - model - Marilena Neagu (n. 1989), handbalistă. - Vlad Chiricheș (n. 1989), fotbalist - Laura Chiper (n. 1989) - handbalistă - Radu_Ghiță⁠(en)[traduceți] (n. 1990) - handbalist - Doru Sechelariu (n. 1992) - mașini de curse, este fiul fostului primar al Bacăului, Dumitru Sechelariu - Camelia Ceasar (n. 1997), fotbalistă; |

### Alte categorii
- Victor Anestin (1875 - 1918), jurnalist, scriitor.